# Davidius yuanbaensis
Davidius yuanbaensis – gatunek ważki z rodziny gadziogłówkowatych (Gomphidae).